# Woiwodschap Mazovië

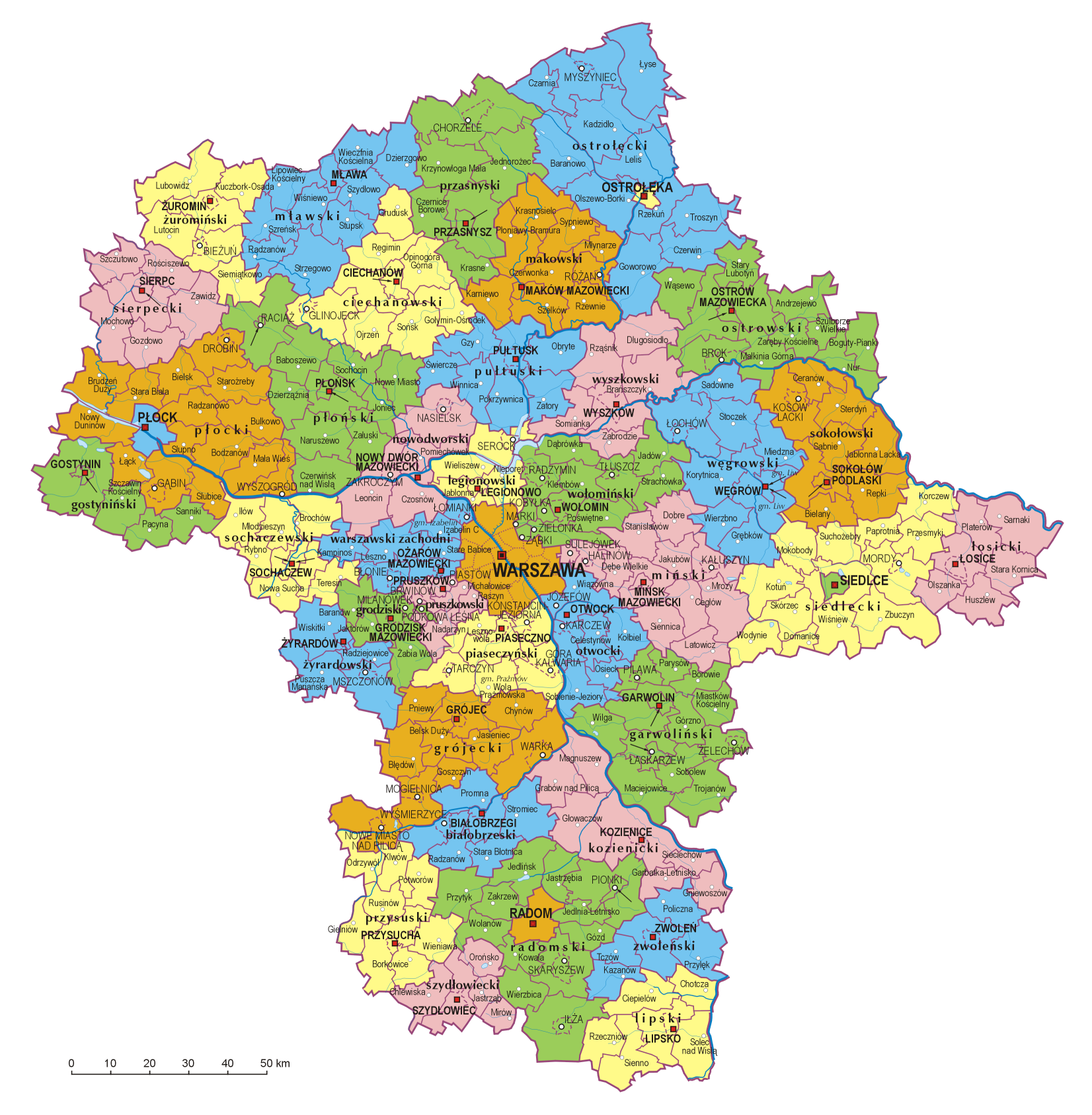
Powiats in Woiwodschap Mazovië

De woiwodschap Mazovië (Pools: Województwo mazowieckie, uitspraak: [vɔjɛˈvutstfɔ mazɔˈvjɛtskʲɛ], ong. vojevoetstfo mazoviëtskië) is een gebied in Centraal-Polen, met als hoofdstad Warschau. De Poolse regering maakte van Mazovië in 1999 officieel een van de zestien woiwodschappen van het land, en tevens de grootste met meer dan 5 miljoen inwoners.

## Geschiedenis
Het gebied dat tegenwoordig Mazovië heet werd waarschijnlijk voor het eerst veroverd door hertog Mieszko I in de 10e eeuw na Christus. Na diens dood in 1033 volgde een machtsvacuüm, tot de Tsjechische invasie toen het gebied onafhankelijk werd van de rest van Polen. Casimir I heroverde het in 1039 met hulp van Russische troepen, maar na het overlijden van heerser Bolesław III in 1138 viel het land uiteen in hertogdommen; hertogdom Mazovië kwam onder de heerschappij van de hertogen van de Piastendynastie, die ondanks heroveringspogingen van Polen het gebied in handen hielden tot 1526. Na de Poolse delingen van 1815 ging Mazovië deel uitmaken van Congres-Polen en vanaf 1831 van het Russische Rijk. In 1918 werd het weer bij de Tweede Poolse Republiek gevoegd.
De gelijknamige woiwodschap beslaat ongeveer hetzelfde gebied, en werd opgericht in 1999 na samenvoeging van de voormalige woiwodschappen Warschau, Płock, Ciechanów, Ostrołęka, Siedlce en Radom.

## Grootste steden
Steden met meer dan 30.000 inwoners in 2006
1. Warschau – 1.700.536 (517,90 km²)
2. Radom – 226.895 (111,71 km²)
3. Płock – 127.224 (88,06 km²)
4. Siedlce – 76.074 (31,87 km²)
5. Pruszków – 55.452 (19,15 km²)
6. Ostrołęka – 53.579 (29,00 km²)
7. Legionowo – 50.553 (13,60 km²)
8. Ciechanów – 45.888 (32,84 km²)
9. Otwock – 42.881 (47,33 km²)
10. Żyrardów – 40.892 (14,35 km²)
11. Sochaczew – 37.998 (26,13 km²)
12. Mińsk Mazowiecki – 37.544 (13,12 km²)
13. Piaseczno – 37.506 (16,33 km²)
14. Wołomin – 36.710 (17,32 km²)
15. Mława – 30.817 (35,50 km²)

Stadsdistricten:
Ostrołęka · Płock · Radom · Siedlce · Warschau (Warszawa)

Districten:
Białobrzegi · Ciechanów · Garwolin · Gostynin · Grodzisk Mazowiecki · Grójec · Kozienice · Legionowo · Lipsko · Łosice · Maków Mazowiecki · Mińsk Mazowiecki · Mława · Nowy Dwór Mazowiecki · Ostrołęka · Ostrów Mazowiecka · Otwock · Piaseczno · Płock · Płońsk · Pruszków · Przasnysz · Przysucha · Pułtusk · Radom · Siedlce · Sierpc · Sochaczew · Sokołów Podlaski · Szydłowiec · Warschau-West · Węgrów · Wołomin · Wyszków · Zwoleń · Żuromin · Żyrardów
Ermland-Mazurië · Groot-Polen· Heilig Kruis · Klein-Polen · Koejavië-Pommeren · Łódź · Lublin · Lubusz · Mazovië · Neder-Silezië · Opole · Podlachië · Pommeren · Silezië · Subkarpaten · West-Pommeren